# Lance Macklin
Lance Noel Macklin (Kensington, Engleska, 2. rujna 1919. – Tenterden, Engleska, 29. kolovoza 2002.) je bivši britanski vozač automobilističkih utrka.
Nakon završetka Drugog svjetskog rata i služenja u Britanskoj kraljevskoj ratnoj mornarici, Macklin se počeo baviti automobilizmom. U Formuli 1 je nastupao od 1952. do 1955., no nije uspio osvojiti bodove. Međutim pobijedio je na utrci koja se nije bodovala za prvenstvo Formule 1, utrci Daily Express International Trophy na Silverstoneu 1952. Na 24 sata Le Mansa 1950., zajedno s Georgeom Abecassisom u Aston Martinu, je bio najbolji u svojoj klasi. Na istoj utrci 1955., zajedno s Pierreom Leveghom je sudjelovao u sudaru u kojem su poginula 83 gledatelja.

## Vanjske poveznice
- Lance Macklin - Stats F1